# Arthur Roche
Arthur Roche (Batley Carr, 6 de março de 1950) é um cardeal inglês da Igreja Católica que é arcebispo e prefeito do Dicastério para o Culto Divino e Disciplina dos Sacramentos. Roche foi o nono bispo católico romano de Leeds de 2004 até 2012, tendo servido anteriormente como bispo-coadjutor de Leeds e antes como bispo-auxiliar da Arquidiocese de Westminster.

## Juventude e ministério
Arthur Roche nasceu em Batley Carr, em West Riding of Yorkshire, Inglaterra, filho de Arthur e Frances Roche. Ele frequentou a Escola Primária St Joseph's, a St John Fisher High School e a Christleton Hall. De 1969 a 1975, estudou no St Alban's College em Valhadolide, Espanha, onde se formou em teologia na Universidade Pontifícia Comillas. Após seu retorno à Inglaterra, ele foi ordenado ao sacerdócio pelo Bispo William Wheeler para a Diocese Católica Romana de Leeds em 19 de julho de 1975.
A primeira nomeação de Roche na diocese foi como padre assistente na Igreja Holy Rood em Barnsley até 1978, quando se tornou secretário particular do bispo William Gordon Wheeler. Foi nomeado Vice- Chanceler da diocese em 1979. De 1982 a 1989, serviu na equipe da Catedral de Santa Ana em Leeds e ajudou a organizar a visita do Papa João Paulo II a York em maio de 1982.
Roche foi secretário financeiro diocesano de 1986 a 1991 e pároco na Igreja de St Wilfrid de 1989 a 1991. Em 1991, ele estudou na Pontifícia Universidade Gregoriana, obtendo uma Licença em Teologia (STL). Ele então se tornou diretor espiritual do Venerable English College. Ele foi nomeado Secretário Geral da Conferência dos Bispos Católicos da Inglaterra e País de Gales em abril de 1996 e recebeu o título de Monsenhor.

## Carreira episcopal
Em 12 de abril de 2001, o Papa João Paulo II nomeou Roche bispo auxiliar de Westminster e bispo titular de Rusticiana. Ele recebeu sua consagração episcopal no dia 10 de maio seguinte na Catedral de Westminster pelo Cardeal Cormac Murphy-O'Connor, com os bispos David Konstant e Victor Guazzelli servindo como co-consagradores.

### Bispo de Leeds
Roche foi nomeado bispo coadjutor da diocese de Leeds em 16 de julho de 2002 e tornou-se o nono bispo de Leeds quando o Papa João Paulo II aceitou a renúncia de David Konstant em 7 de abril de 2004. Em julho de 2002, ele foi eleito presidente do Comissão Internacional do Inglês na Liturgia, que supervisiona a tradução da Missa para o Inglês. A Comissão não conseguiu a aprovação do Vaticano para sua tradução da missa de 1998, e a nomeação de Roche foi parte de uma reformulação para encerrar o impasse e produzir a tradução mais literal que Roma desejava.
Em 2008, seus planos de fechar sete paróquias geraram protestos, especialmente por parte de uma paróquia em Allerton Bywater que oferece uma missa em latim.
Roche foi mencionado como um possível sucessor do cardeal Murphy-O'Connor como arcebispo de Westminster, líder da Igreja na Inglaterra e no País de Gales. Ele até foi considerado o candidato favorito do cardeal. Seu nome também foi mencionado como um possível sucessor do arcebispo Kevin McDonald como arcebispo de Southwark.
Como presidente da Comissão Internacional de Inglês na Liturgia, Roche anunciou que a nova tradução da Missa para o Inglês estava pronta. Esta nova tradução do Missal Romano foi introduzida nas paróquias católicas no Reino Unido em setembro de 2011.

### Congregação para o Culto Divino
Em 26 de junho de 2012, o Papa Bento XVI nomeou Roche secretário da Congregação para o Culto Divino e Disciplina dos Sacramentos e o elevou ao posto de arcebispo. Como secretário, ele manteve o perfil baixo típico de sua posição curial, assinando declarações e fazendo relações com a imprensa em conjunto com seus superiores, até 2014 o cardeal Antonio Cañizares Llovera e depois o cardeal Robert Sarah, Prefeito da Congregação. Ele desempenhou um papel mais importante quando o Papa Francisco o convidou em dezembro de 2016 para presidir uma comissão para determinar quem deveria ter a responsabilidade de traduzir os textos litúrgicos para o vernáculo, aparentemente porque Sarah não estava em sincronia com os pontos de vista de Francisco. Em setembro de 2017, quando Francisco lançou sua carta Magnum principium dando aos sínodos dos bispos regionais e nacionais o papel dominante e restringindo a autoridade da Congregação, Roche forneceu o comentário e Sarah não desempenhou nenhum papel.
Em 29 de março de 2014, o Papa Francisco nomeou Roche membro do Pontifício Conselho para a Cultura.
Em 27 de maio de 2021, foi nomeado pelo Papa Francisco para ser o Prefeito do Dicastério para o Culto Divino e Disciplina dos Sacramentos, em substituição a Robert Sarah.
Durante o Regina Caeli de 29 de maio de 2022, o Papa Francisco anunciou sua criação como cardeal no Consistório realizado em 27 de agosto. Recebeu o anel cardinalício, o barrete vermelho e o título de cardeal-diácono de São Saba.